# Kaliforniai vadgesztenye
A kaliforniai vadgesztenye (Aesculus californica) a szappanfafélék (Sapindaceae) családjában a vadgesztenye (Aesculus) nemzetség egyik Észak-Amerikai faja.

## Származása, elterjedése
USA, Kalifornia száraz hegyoldalak, völgyek.

## Leírása
Terebélyes, 10 magasra növő lombhullató fa. A kéreg halványszürke, csaknem sima, gyengén pikkelyes. A levelei tenyeresen, 5-7 levélkéből összetettek. A levélkék keskenyek, 15 cm hosszúak, fogazottak. Felszínük sötét kékeszöld, fonákjuk szürkészöld.
A virágai fehérek vagy halvány rózsaszínűek, négyszirmúak. Tömött, felálló 20 cm hosszú bugáik nyáron nyílnak, amelyekből a porzószálak hosszan kicsüngenek.
A termése sima, körte formájú, hosszú kocsányú, egy fényes, barna magot rejtő, 7 cm hosszú tok.

## Képek

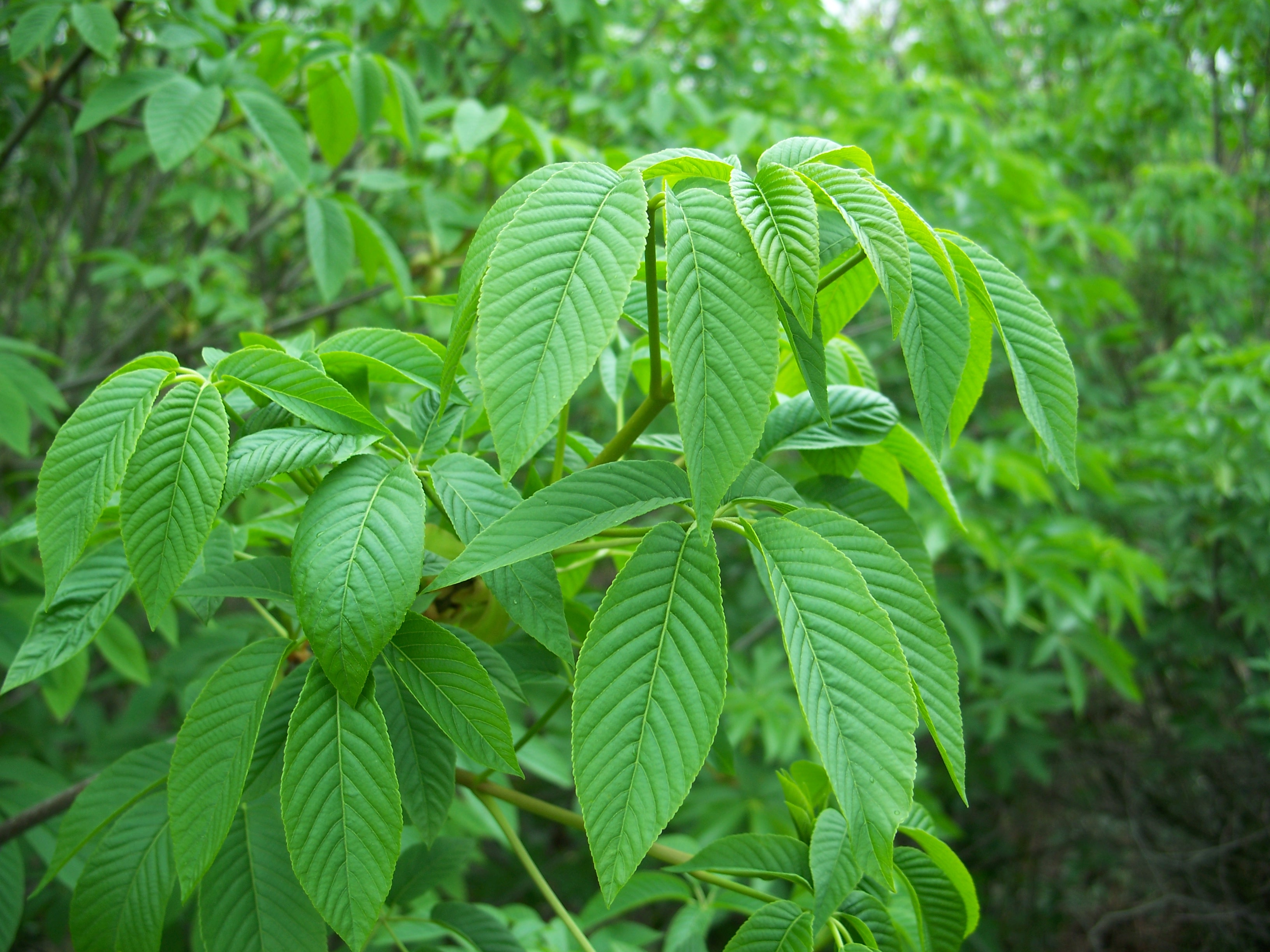
Levelei
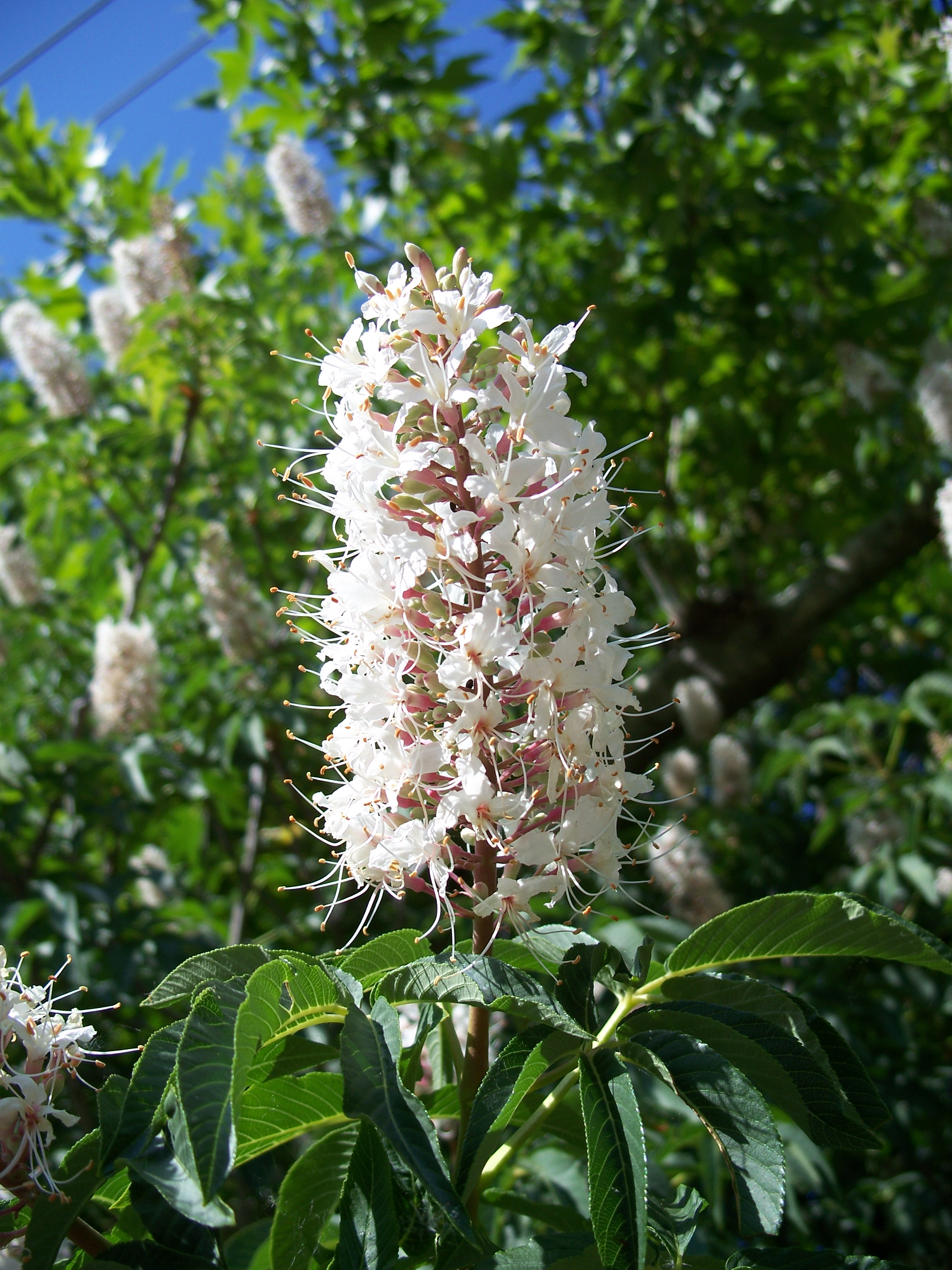
Virágzata
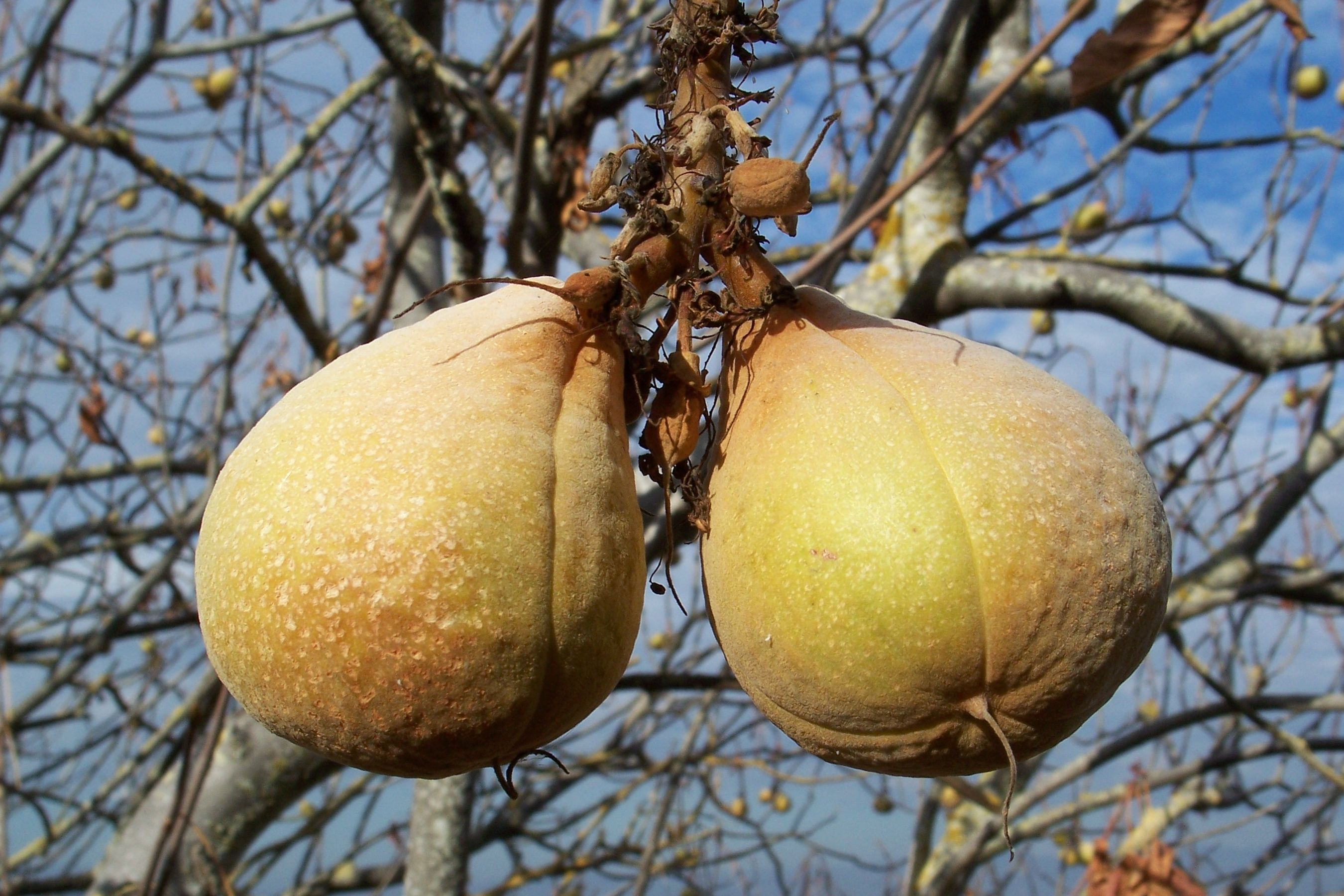
termése
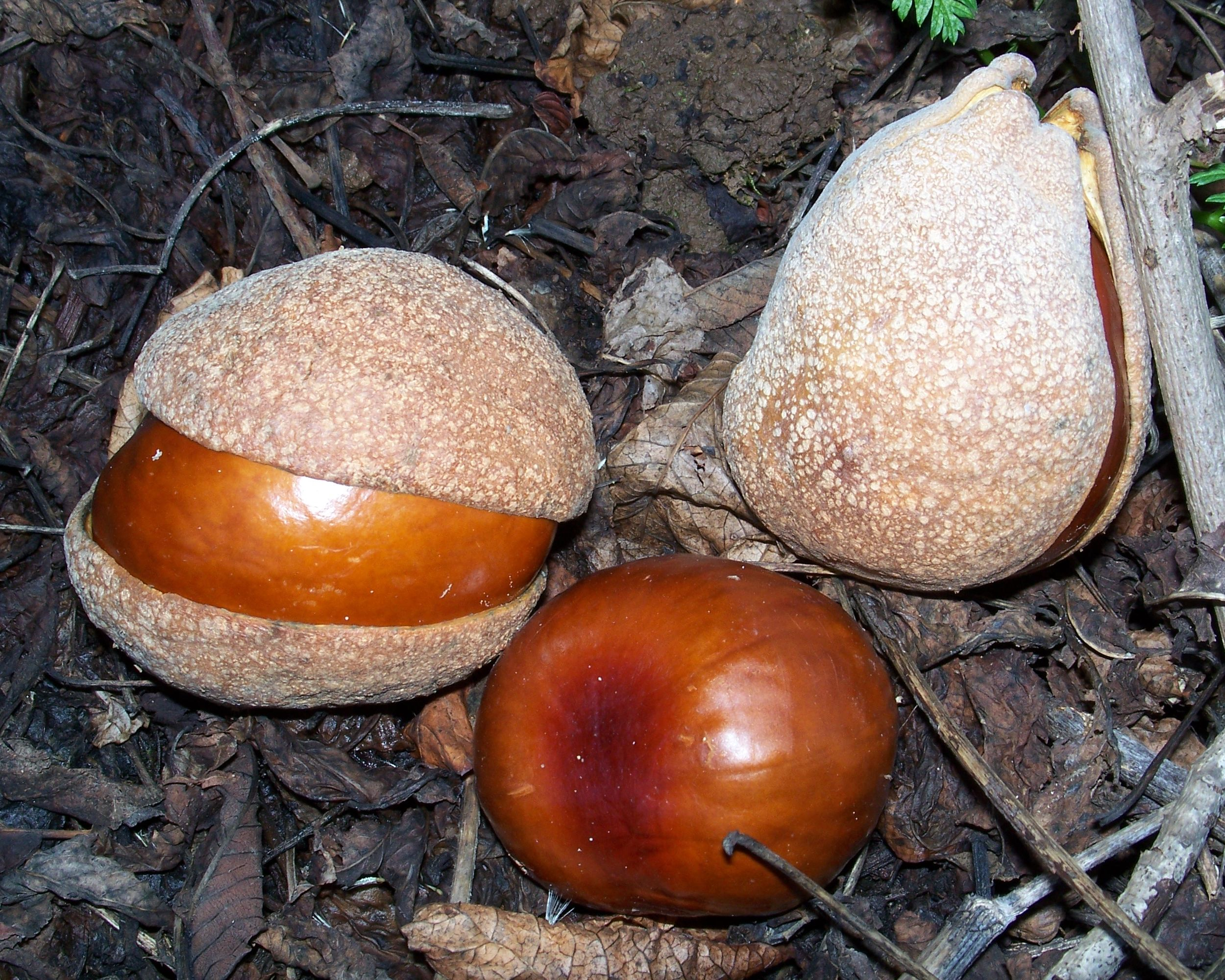
Termése és magja